# Plouguin
Plouguin (Plougin in Breton) là một xã của tỉnh Finistère, thuộc vùng Bretagne, miền tây bắc Pháp.

## Dân số
Người dân ở Plouguin được gọi là Plouguinois.